# کارلو کورناکیا
کارلو کورناکیا (انگلیسی: Carlo Cornacchia؛ زادهٔ ۴ مهٔ ۱۹۶۵) بازیکن فوتبال اهل ایتالیا است.
از باشگاه‌هایی که در آن بازی کرده‌است می‌توان به باشگاه فوتبال تورینو، باشگاه فوتبال آنکونا، باشگاه فوتبال کالیاری، باشگاه فوتبال رجانا، باشگاه فوتبال آتالانتا، و باشگاه فوتبال ناپولی اشاره کرد.